# NGC 3190
NGC 3190 — деформированная спиральная галактика в созвездии Лев, являющаяся самым крупным членом группы галактик Хиксон 44 (см. изображение ). Была открыта Уильямом Гершелем в 1784 году. NGC 3190 входит в группу галактик Hickson 44, расположенную в 80 миллионах световых лет от Земли. В операционной системе OS X 10.8 Mountain Lion от компании Apple, изображение данной галактики используется в качестве обоев по умолчанию.
В 2002 в этой галактике зафиксировано редкое событие: в ней почти одновременно (в марте и в мае 2002) произошло два взрыва сверхновых.
В галактике вспыхнула сверхновая SN 2002cv типа Ia, её пиковая видимая звёздная величина составила 19,0.
Галактика NGC 3190 входит в состав группы галактик NGC 3227. Помимо NGC 3190 в группу также входят ещё 15 галактик.